# Savernake
Savernake è una piccola parrocchia civile della contea del Wiltshire che
si trova immediatamente a sud di Marlborough nel Sud Ovest dell'Inghilterra, Regno Unito.

## Geografia

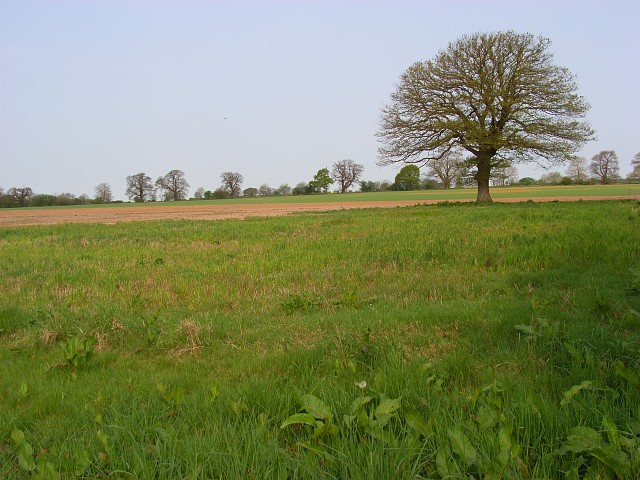
Panorama nel territorio di Cadley

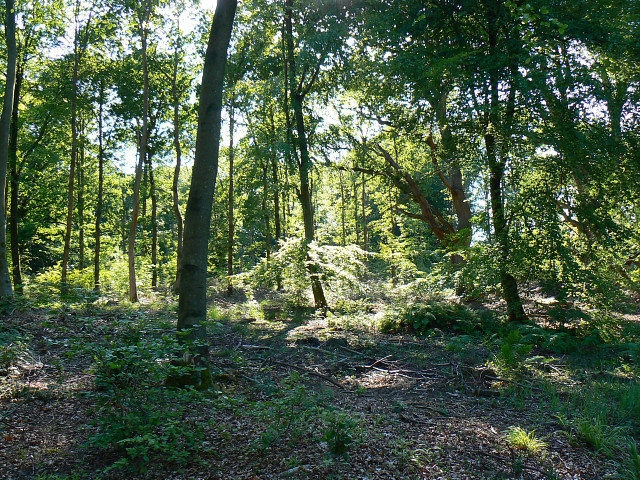
Foresta di Savernake

Il territorio della parrocchia civile, posto a sud di Marlborough, risulta confinante con la parte principale della foresta di Savernake come definita nel 1300 quando era extra-parrocchiale. Dal XVI secolo apparteneva a Selkley e a South Savernake, e comprendeva North Savernake, South Savernake con Brimslade e Cadley. La parte orientale della foresta rimase non recintata e per lo più boscosa e solo alla fine del XIX secolo una parte di essa, coi terreni che probabilmente ne facevano parte, erano diventati parti di parrocchie adiacenti. A sud-est, i terreni usati in comune dagli uomini di Great Bedwyn e di Stock a Great Bedwyn e apparentemente parte della foresta divennero parte della parrocchia di Great Bedwyn, così come il parco di Tottenham che presumibilmente era parte della foresta nel XVI secolo. Nel XVIII secolo il confine tra la foresta e la parrocchia di Burbage, che sembra essere corso da est a ovest immediatamente a nord del villaggio di Durley, fu messo in discussione e nel 1886 a nord-est di quella linea alcune aree erano state trasferite dalla foresta alla parrocchia. Nel XIX secolo il terreno della foresta a nord-est potrebbe essere stato aggiunto a Little Bedwyn, e a nord apparentemente a Mildenhall. Il resto della foresta fu diviso tra North Savernake e South Savernake con Brimslade e Cadley. Poche delle caratteristiche che definivano il confine della foresta nel 1300 sono inequivocabilmente punti sul confine della parrocchia; a nord-ovest una strada che segnava il confine della foresta era presumibilmente sul percorso di quella che segna il confine della parrocchia. Un recinto del parco fu adottato come parte del confine della parrocchia a sud, e a nord e a sud-est i viali della foresta furono adottati come parti del confine con rispettivamente Mildenhall e Burbage fissati nel XIX secolo. Ad eccezione della sua proiezione meridionale, la parrocchia si trova sui Marlborough Downs e nella valle del fiume Kennet. Vi sono affioramenti di gesso nella parte principale tranne dove Reading Beds e Bagshot Beds affiorano in piccole aree vicino al confine sud-orientale. Gli affioramenti sono ampiamente ricoperti da argilla con selci e ghiaia e sono presenti in diverse valli, che sono tutte asciutte. Il punto più alto nella parte principale della parrocchia è a 220 metri sul confine a sud-ovest, e i punti più bassi sono a circa 145 metri sul confine a nord e a est. La scarpata meridionale dei Marlborough Downs attraversa il collo unendo la sporgenza alla parte principale. La sporgenza si trova nella valle del Christchurch Avon ed è attraversata da est a ovest da un corso d'acqua stagionale. Il gesso della faccia della scarpata, di cui il punto più alto è a circa 190 metri, affiora nella parte settentrionale della sporgenza, Upper Greensand nella parte inferiore a sud. Nel terreno argilloso con selci vi si trovavano fitti boschi, che erano stati ripuliti dalla metà occidentale della parrocchia entro il XVIII secolo. Quando il canale Kennet ed Avon fu costruito, intorno al 1807, accanto al fiume passava il confine.

## Storia
Sono stati rinvenuti resti di colonizzazioni preistoriche in tutte le parti della parrocchia. Un manufatto, forse del periodo mesolitico, è il più antico reperto che si è rinvenuto. I manufatti risalenti ad epoche successive includono una collana d'oro della tarda età del bronzo. I tumuli presenti nella parrocchia ne comprendono un gruppo di otto nella sua proiezione meridionale, dove ci sono quattro fossati e un recinto dell'età del ferro successivo a nord, e una piccola parte di un recinto simile è stata identificata a sud-ovest. Un sistema di campi di 40 acri, anch'esso della tarda età del ferro, si trova su Postern Hill al confine con Marlborough. La parrocchia si trova vicino a un'area nota per un insediamento romano, e potrebbe esserci stato un altro insediamento del periodo romano a Pantawick a nord-ovest. Un piccolo tesoro di monete del IV secolo fu trovato su Granham Hill a nord-ovest di Pantawick, e a nord di Leigh Hill nel sud-est si sono trovati resti di ceramica fu prodotta commercialmente dalla fine del I secolo nelle locali fornaci. L'estremità orientale dell'East Wansdyke, un terrapieno lineare costruito probabilmente tra il V e il IX secolo, si trova nella parte occidentale della parrocchia. Vennero istituiti nella zona tribunali per punire i reati commessi nella foresta di Savernake. Un tribunale trisettimanale si teneva a Morley, forse Leigh Hill, nel XIII secolo o prima, e nel XVI secolo i tribunali si tenevano a Great Lodge e Bagden Lodge. I tribunali forestali, noti per essere stati tenuti nel XVII secolo ma non più tardi, erano frequentati da uomini dei villaggi con terreni confinanti con il bosco e si occupavano principalmente dell'uccisione illegale di selvaggina, del taglio di alberi e dell'alimentazione degli animali. Due fattorie furono costruite nella valle chiamata fondo di Great Lodge. La Great Lodge Farm potrebbe sorgere sul sito o nelle vicinanze della grande loggia che sorgeva nel parco nel XVI secolo. Fu costruita alla fine del XVII secolo con una fila principale a nord-ovest e sud-est, con una stanza su entrambi i lati di un camino centrale e con una fila a un piano a sud-est e frontoni in mattoni. Un fienile a graticcio del XVIII secolo e un granaio su pietre di staddle si trovano a nord-est della casa. La Culley's Farm aveva una pianta a L quando fu costruita intorno al 1700. Il suo muro a sud-est è in parte in sarsen; altrimenti i suoi muri sono di mattoni rossi. Nel 1995 la casa conteneva una scala dei primi del XVIII secolo e una stanza dotata di pannelli in parte del 1700 circa e in parte dei primi del XVII secolo. Tre fattorie furono costruite a sud-est del fondo di Great Lodge. Kingstone's incorpora una casa con struttura in legno costruita alla fine del XVII secolo come breve estensione nord-ovest e sud-est. La casa fu estesa verso nord-est in mattoni più avanti nel XVII secolo e verso sud-est in sarsen all'inizio del XVIII secolo, acquisendo così una pianta a L. Vicino a Levett's Farm fu aperto dal 1941 al 1948 l'aeroporto di Overton Heath nel quale venivano formati istruttori di volo. Vi furono costruiti hangar e altri edifici. Uno degli hangar sopravvisse sino al 1995.

## Monumenti e luoghi d'interesse
Nel territorio di Savernake e nelle sue vicinanze sono presenti alcuni edifici e luoghi d'interesse, tra questi:
- Chiesa di Cristo. Si tratta di una ex chiesa parrocchiale anglicana risalente al XIX secolo che è stata sconsacrata ed è divenuta una casa di abitazione. La chiesa apparteneva alla diocesi di Salisbury e dal 30 ottobre 1987 è considerata un monumento classificato di seconda categoria.[4][5]
- Foresta di Savernake.[6]